# Cantone di Châtillon-sur-Marne
Il Cantone di Châtillon-sur-Marne era una divisione amministrativa dell'arrondissement di Reims.
È stato soppresso a seguito della riforma complessiva dei cantoni del 2014, che è entrata in vigore con le elezioni dipartimentali del 2015.
Comprendeva i comuni di:
- Anthenay
- Baslieux-sous-Châtillon
- Belval-sous-Châtillon
- Binson-et-Orquigny
- Champlat-et-Boujacourt
- Châtillon-sur-Marne
- Courtagnon
- Cuchery
- Cuisles
- Jonquery
- Nanteuil-la-Forêt
- La Neuville-aux-Larris
- Olizy
- Passy-Grigny
- Pourcy
- Reuil
- Sainte-Gemme
- Vandières
- Villers-sous-Châtillon